# Zühlsdorf
Zühlsdorf ist ein Ortsteil der Gemeinde Mühlenbecker Land in Brandenburg und war bis zum Jahr 2003 eine selbstständige Verwaltungseinheit. Der Ort wurde im 14. Jahrhundert erstmals urkundlich erwähnt.

## Ortsteilgliederung und Nachbarorte

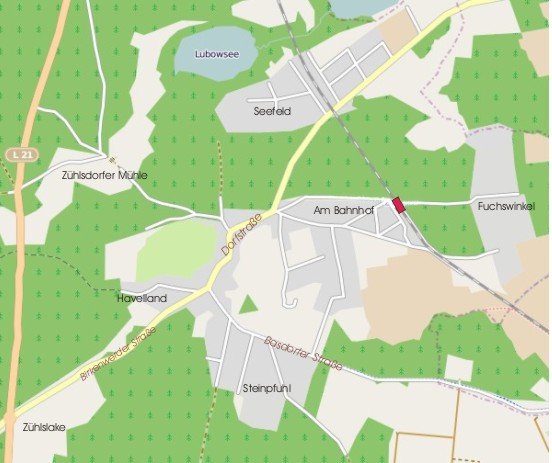
Flurkarte mit Siedlungsteilen; nachbearbeitet aus OpenStreetMap

Zühlsdorf wird unterteilt in die sieben Siedlungsbereiche Seefeld, Zühlsdorfer Mühle, Am Bahnhof/Dorf, Fuchswinkel, Zühlslake, Steinpfuhl und Havelland. Zwischen den räumlich voneinander getrennten Siedlungsbereichen befinden sich Wiesen, Felder und Waldstücke.
Zühlsdorf grenzt im Norden an Wandlitz (mit der Kolonie Rahmer See), im Osten an Basdorf, im Süden an Summt und im äußersten westlichen Zipfel an Birkenwerder.

## Geografie
Der Ortsteil Zühlsdorf umfasst die Hügellandschaft des Dorfgebietes mit Feldern und Wiesen. Hinzu kommen große Forstbereiche, das als Bahrenbruch bezeichnete Moor und der Lubowsee, der die nördliche Ortsteilgrenze bildet. Der Ort wird durch einen namenlosen Bach durchflossen, der in die Briese mündet.

## Geschichte

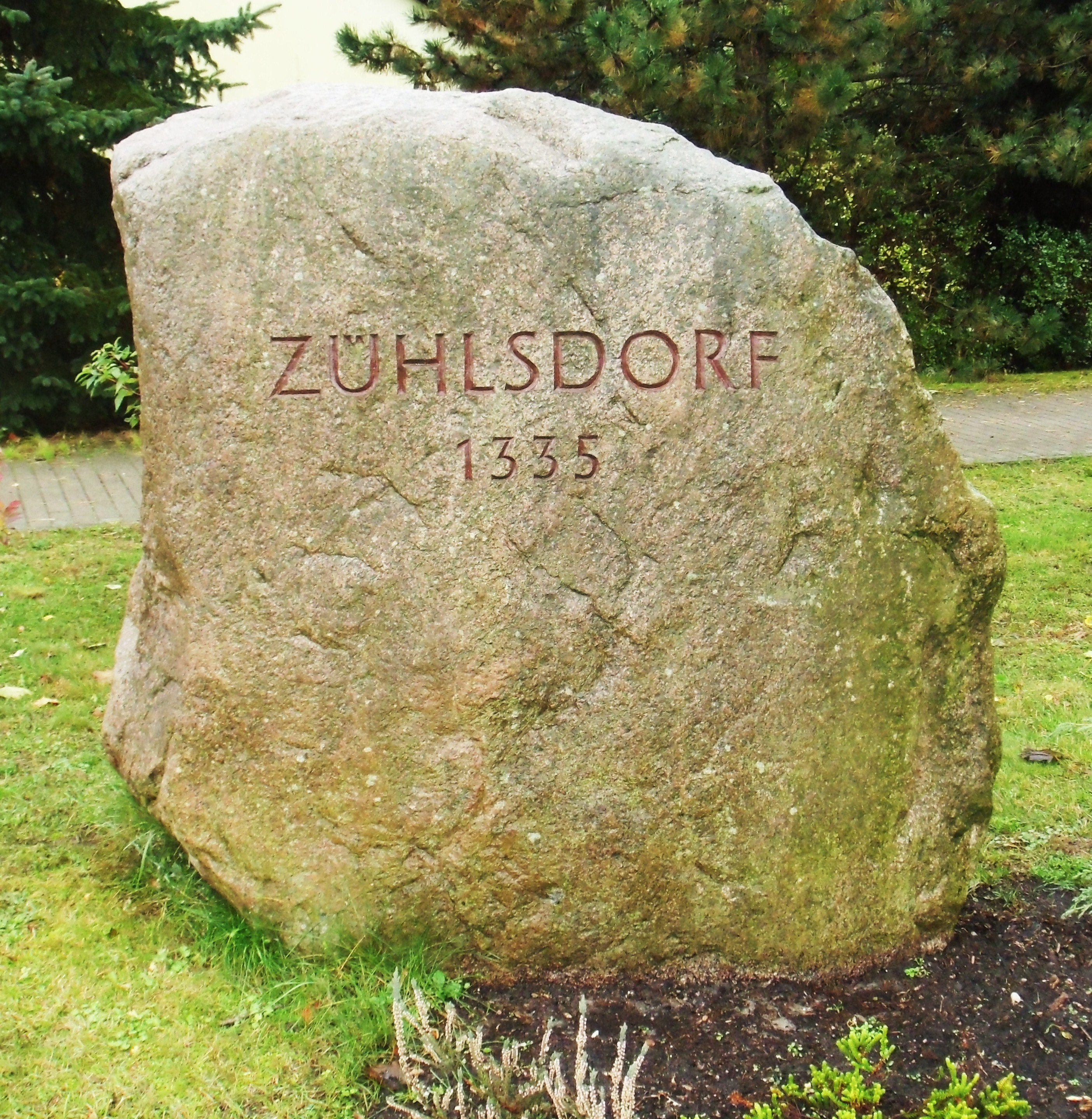
Findling zur Ortsgründung

Das Dorf Zühlsdorf wurde 1375 im Landbuch Karls IV. erstmals urkundlich erwähnt. Die erste Holzsägemühle im Ort arbeitete jedoch bereits im Jahr 1335, das damit als Gründungsjahr gilt. Hier siedelten überwiegend Bauern und Mühlenarbeiter, die vom Wasser des Flusses Briese angetriebene Getreide- und zwei Sägemühlen betrieben.
Nachdem der Dreißigjährige Krieg und die Pest die Zahl der Einwohner dezimiert hatten, siedelten sich erst nach und nach neue Familien an. Einen wesentlichen Beitrag lieferten die von Luise Henriette von Oranien ins Land geholten Handwerker aus Westfalen, Holland und aus Friesland  sowie die hugenottischen Flüchtlingsfamilien.
Bis zum Ende des 19. Jahrhunderts zählte der Ort zu den ärmsten Dörfern der Mark Brandenburg.

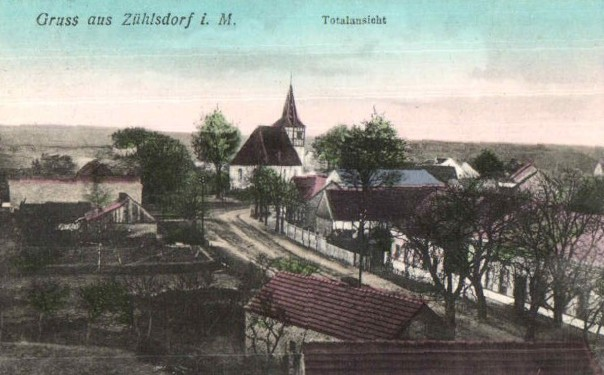
Dorfkern Zühlsdorf, Ansicht von 1912

Als 1910 die Heidekrautbahn von Berlin nach Liebenwalde eröffnet wurde und Zühlsdorf einen Bahnhof erhielt, entwickelte es sich zu einem gut besuchten Ausflugsort. Die Einwohnerzahlen stiegen, Restaurants und Pensionen entstanden.
In der Zeit des Nationalsozialismus erwarben die Brandenburgischen Motorenwerke (Bramo) um 1930 ein Areal und stellten Produktionshallen auf. Hier entstanden Teile für Flugzeugmotoren. Das Gelände stand nach dem Krieg lange Jahre leer. Im Jahr 2007 hat sich hier ein Recyclinghof angesiedelt.
1992 kam Zühlsdorf in das Amt Schildow, das durch die große Gemeindegebietsreform im Land Brandenburg im Oktober 2003 aufgelöst wurde. Damit gehört der Ort zur neu gebildeten Großgemeinde Mühlenbecker Land im Landkreis Oberhavel.
Seit 1990 hat sich die Einwohnerzahl fast verdoppelt.
| Jahr      | 1650   | 1939 | 1990     | 2008  | 2009  | 2013              |
| --------- | ------ | ---- | -------- | ----- | ----- | ----------------- |
| Einwohner | ca. 20 | 772  | ca. 1000 | 1.925 | 1.950 | 2028 (Stand März) |

## Politik und Verwaltung
Der Ortsvorsteher mit Sitz im Gemeindehaus Zühlsdorf (bis zur Wahl 2008 Ortsbürgermeister) war bis zu seinem Tod am 29. Juni 2012 Klaus Flemming. Das Amt wurde nach einer geheimen Wahl mit Thomas Pump (parteilos) neu besetzt. Er ist auch Mitglied der gewählten Gemeindevertretung Mühlenbecker Land (in der Fraktion Die Linke).

## Verkehr
Die Kreisstraße K6503 und weitere Straßen verbinden die Siedlungsbereiche untereinander sowie den Ort Zühlsdorf mit Wandlitz, Basdorf, Birkenwerder und Summt.
Zühlsdorf liegt an der Strecke der Heidekrautbahn (RB 27) und besitzt am nordöstlichen Rand einen Bahnhof. Weitere Beförderungsmöglichkeiten bestehen mit der Omnibuslinie 806 der Oberhavel-Verkehrsgesellschaft mbH nach Schildow und der, meist als Schulbus verwendeten, seltener verkehrenden Linie 891 der Barnimer Busgesellschaft nach Bernau. Zur weiteren Verbesserung des öffentlichen Verkehrs fand im Frühjahr 2010 ein Testbetrieb für ein Nacht-Rufbusprojekt für alle Ortsteile der Gemeinde statt. Das Ergebnis war positiv und so wurde im Jahr 2011 wieder der Nacht-Rufbus von der Gemeinde angeboten.

## Kultur und Sport

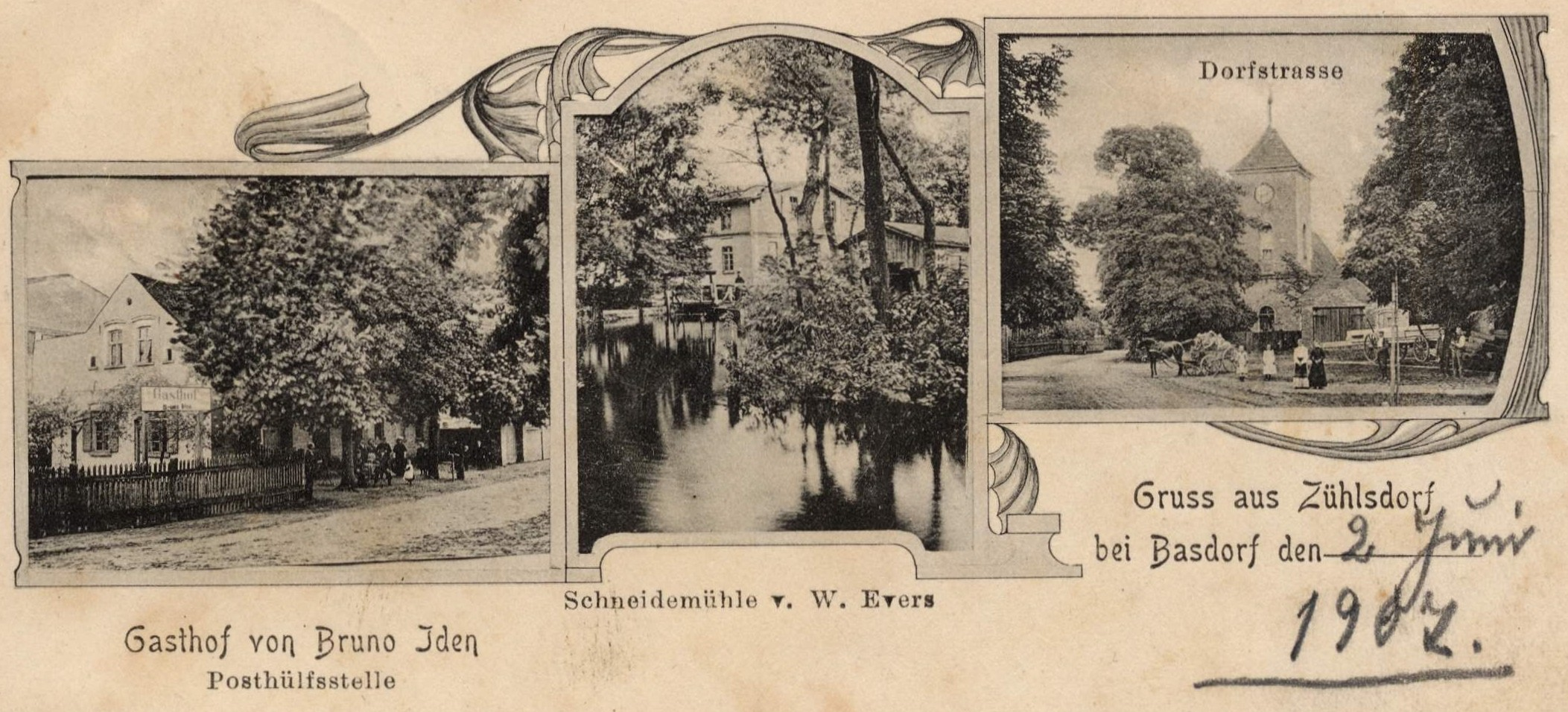
Ausschnitt einer Ansichtskarte aus dem Jahr 1907: Gasthof, Schneidemühle, Kirche

### Denkmale und Sehenswürdigkeiten
Siehe auch Liste der Baudenkmale in Mühlenbecker Land, Abschnitt Zühlsdorf
In der Brandenburgischen Denkmaldatenbank sind die folgenden Anlagen als schützenswürdig enthalten:
Dorfkirche Zühlsdorf mit dem gesamten historischen Dorfkern, das 1910 errichtete Bahnhofsempfangsgebäude mit angebautem Güterboden und der Sowjetische Ehrenfriedhof, ein gesondertes Areal auf dem Gemeindefriedhof. Für den Bahnhof ist eine Sanierung und ein barrierefreier Zugang geplant, wofür der Ort vom Brandenburgischen Infrastrukturminister Reinhold Dellmann im Juli 2009 Fördermittel in Höhe von 167.000 Euro erhielt.
Darüber hinaus ist eine der wenigen, gut erhaltenen und funktionstüchtigen Sägemühlen – die Zühlsdorfer Mühle – zu erwähnen, die sich in Privatbesitz befindet und nach Voranmeldung besichtigt werden kann. Auf diesem Gelände wurde bereits 1375 eine Mehlmahlmühle betrieben. 1768 errichtete der damalige Mühlenbesitzer August Ladeburg daneben eine Sägemühle. Die Mehlmahlmühle stellte 1900 den Betrieb ein.
Ein großer auffälliger Findling am Ortseingang erinnert an die Entstehungszeit des gesamten Gebietes – an die Weichseleiszeit. Der Ortsvorsteher ließ das Gründungsjahr von Zühlsdorf hier einmeißeln. Bei Grabungen im Ort wurde auch ein Rast- und Werkplatz aus der Steinzeit entdeckt, der als Bodendenkmal in der oben genannten Denkmalliste aufgeführt ist.

### Dorfkirche

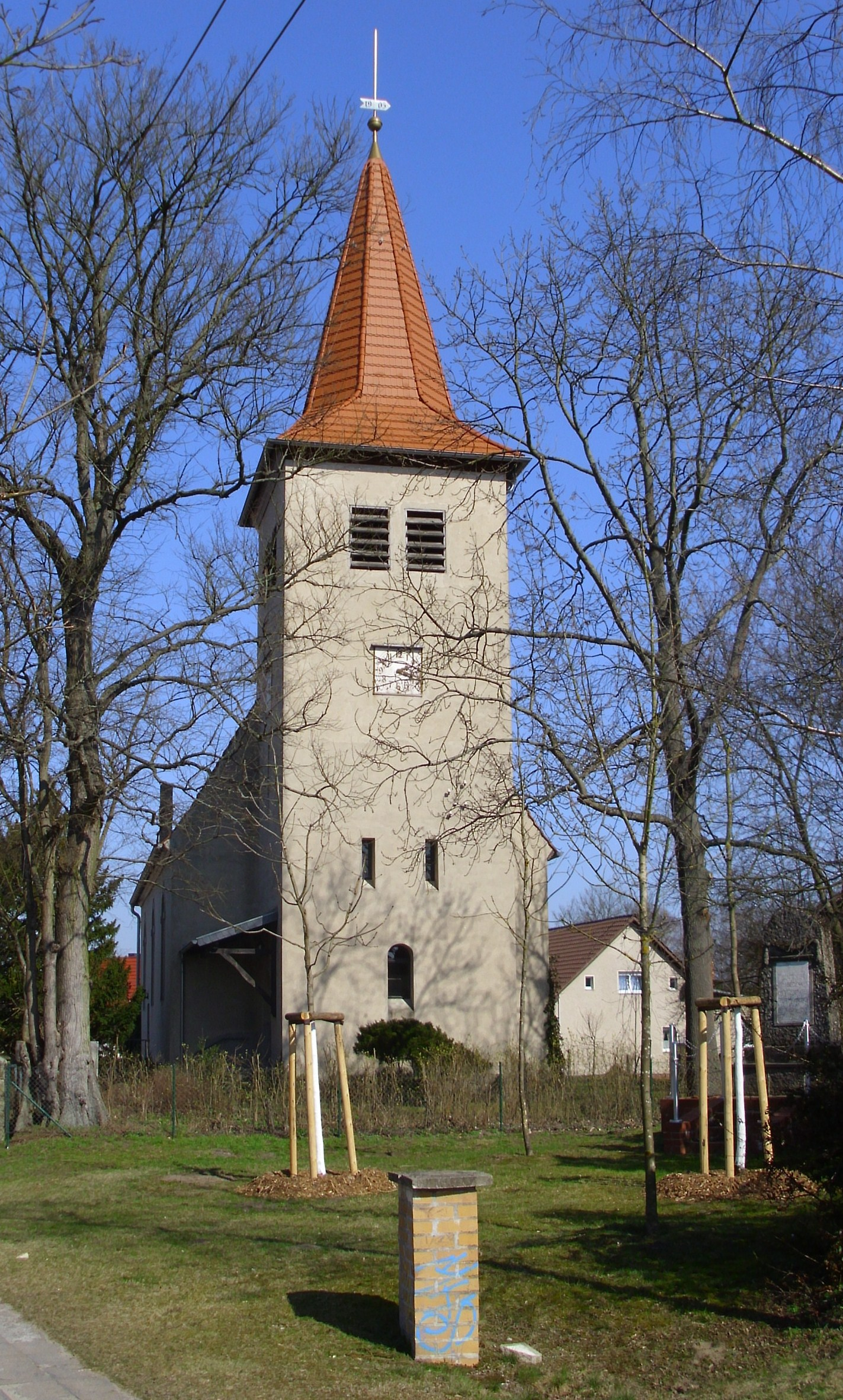
Dorfkirche von Zühlsdorf

Die Pfarrstelle Zühlsdorf gehörte seit dem 16. Jahrhundert als Tochterkirche nach Zehlendorf, es war eine evangelisch-lutherische Kirchengemeinde. Nach den Zuzügen von Familien aus Holland, Friesland und Frankreich (Hugenotten) kamen Personen mit überwiegend calvinistischem Glauben ins Dorf. Ein mitgereister Pfarrer führte die Gottesdienste durch, der aber wegen Sprachproblemen durch einen anhaltischen Pfarrer des Pfarramtes Zehlendorf abgelöst wurde. Zwischen 1668 und 1696 entstand in gemeinsamer Anstrengung der Lutheraner und der Calvinisten eine einfache Fachwerkkirche und wurde von allen Gläubigen genutzt. Nach mehr als 200 Jahren war dieser Bau nicht mehr standsicher und musste abgerissen werden.
Ein notwendiger Kirchenneubau sollte ursprünglich entsprechend dem damaligen Zeitgeschmack als neoromanischer Bau ausgeführt werden, Baupläne waren bereits angefertigt worden. Kirchenanhänger, die eher die alte Kirche bewahren wollten oder einen angepassten Neubau befürworteten, führten mehrere Jahre Auseinandersetzungen mit Gegnern des alten Gebäudes um die Ausführung. Da als Bauherr der preußische Staat auftrat, bestimmte dieser letztlich auch, dass ein einfaches Gebäude im Heimatstil auf einem Feldsteinfundament in Fachwerkbauweise ausgeführt wird. Das neue Gotteshaus kostete etwa 33.000 Mark, an denen sich die Gemeinde nur mit Handlangerdiensten beteiligen konnte und wurde im Herbst 1910 eingeweiht.
Der Bau besteht aus einem Hauptschiff mit hohen einfach verglasten Rundbogenfenstern und einem quadratischen Westturm mit Knickhelm und Kirchturmuhr. Der Kirchenhauptraum ist ein hölzernes Tonnengewölbe und mit einem steilen Ziegeldach abgeschlossen. Die Inneneinrichtung besteht aus der Kanzel mit Schalldeckel und einem verzierten Kastensitz (beide aus dem Vorgängerbau) sowie einem Altartisch und einer Taufschale. Auf der hölzernen Empore steht eine (inzwischen defekte) Orgel aus der Werkstatt des Orgelbaumeisters Friedrich Hermann Lütkemüller aus Wittstock/Dosse aus dem Jahr 1882. Die schlichte Innenausstattung berücksichtigt auch die Vorstellungen des Calvinismus.
Die Kirche steht direkt an der Hauptstraße. Sie konnte um die Wende zum 21. Jahrhundert saniert und frisch verputzt werden. Das Gotteshaus wird außer für kirchliche Zwecke regelmäßig für Konzerte von Solisten oder Gesangsdarbietungen genutzt. Die Kirchenmitglieder gehören zur Kirchengemeinde Basdorf – Wandlitz – Zühlsdorf, die im Evangelischen Kirchenkreisverband Eberswalde zusammengeschlossen ist.
Die Zühlsdorfer Försterei unterhält ein Wildgehege mit Rot- und Damwild.

### Feste, Vereine, Sport
Seit 1999 findet jährlich über drei Tage im Sommer das Heidefest mit der Wahl einer Heidekönigin oder eines Heidekönigs statt.
Im Ort hat sich 1951 die Sportgemeinschaft (SG) Zühlsdorf mit den Sparten Fußball, Volleyball und Kinderleichtathletik gegründet.

## Wirtschaft
Seit 2007 ist auf der Fläche der früheren Bramo-Werke eine Recyclingfirma tätig. Neben einer auf Solaranlagen spezialisierten Elektrogeräte- und Montagefirma enthält das Gewerberegister einen Bäcker, einen Reiterhof und ortsansässige Dienstleister wie einen Bauservice, eine Tischlerei, einen Dachdecker, einen Friseur, Arztpraxen, eine Autoreparaturwerkstatt, einen Abschleppdienst, einen Rechtsanwalt, eine Tierpension, Künstler- und Versicherungsagenturen und Garten- und Landschaftsarchitekten. Es gibt keine Kioske oder Supermärkte in Zühlsdorf.
Direkt in Zühlsdorf sind noch eine Ortsgruppe der Volkssolidarität, ein Kleingarten- und Siedlerverein sowie das Sozialnetz Berlin-Brandenburg e. V. – Zühlsdorfer Tisch angesiedelt.

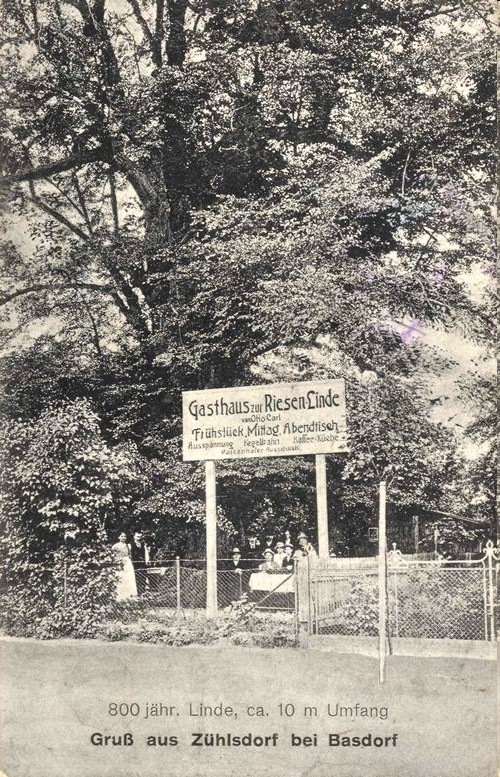
Ansichtskarte des Gasthauses „Zur Riesen-Linde“ (mit Ausspannung, Kegelbahn, und Patzenhofer-Ausschank), um 1910

In den ersten Jahrzehnten des 20. Jahrhunderts hatten sich in Zühlsdorf im Zusammenhang mit dem schnell gewachsenen Ausflugsverkehr der Berliner zahllose Gaststätten etabliert (siehe die historischen Ansichtskarten). Gegenwärtig gibt es neben dem Restaurant "Zum gemütlichen Waldhasen" in Zühlslake den Dorfkrug gegenüber der Kirche sowie ein Restaurant im Bahnhof.

## Bildungs- und öffentliche Einrichtungen
Bis 1995 hatte Zühlsdorf eine eigene Grundschule, seitdem besuchen alle Schüler Schulen in den umliegenden Ortschaften, meist in Mühlenbeck. In Zühlsdorf gibt es die kommunale Kita Schneckenhaus (für 85 Vorschulkinder), die privat geführten Kitas Gänseblümchen und Sonnenschein.
Im Gemeindehaus befinden sich das Ortsvorsteherbüro, ein kleines Büro für die beiden Gemeindearbeiter und Räumlichkeiten für die öffentliche Gemeindebibliothek sowie Räume der Freiwilligen Feuerwehr. Weiter bestehen ein Mehrzweckgebäude mit einem mittelgroßen Saal/Raum für maximal 80 Besuchern sowie seit 2007 ein Jugendclub.
Die Freiwillige Feuerwehr Zühlsdorf gehört zusammen mit Schönfließ, Mühlenbeck und Schildow zu einem Einsatzbereich. Sie verfügt über eine eigene Löschgruppe mit zwei Einsatzfahrzeugen, stationiert im Feuerwehrhaus in der Dorfstraße 25 sowie eine Jugendfeuerwehr.
In der Birkenwerderstraße (in der Nähe des Findlings an der Gabelung Basdorfer Straße) liegt ein kommunaler Friedhof.

## Persönlichkeiten, die in Zühlsdorf leben oder gelebt haben
- Elfriede Brüning (1910–2014), lebte etwa 40 Jahre in Zühlsdorf, in einem Haus, das ihr Vater einst baute.[19]
- Heinz Gartmann, Pseudonym Werner Wehr (1917 bis 1960), war ein deutscher Raketen-Ingenieur, Publizist und Autor im Bereich Technikgeschichte und Raumfahrt-Literatur, dessen Berufseinstieg 1941 in Zühlsdorf begann und der ein enger Mitarbeiter des Raketen-Pioniers Helmut Graf von Zborowski wurde.
- Konrad Golz (1936–2014), Grafiker und Kinderbuchillustrator
- Werner Otto (* 1948), erfolgreicher Radrennfahrer in den 1960er und 1970er Jahren. Lebt in Zühlsdorf und eröffnete nach der aktiven Laufbahn hier einen Fahrradladen.